# NGC 6030
NGC 6030 est une galaxie lenticulaire située dans la constellation d'Hercule. Sa vitesse par rapport au fond diffus cosmologique est de 4 495 ± 7 km/s, ce qui correspond à une distance de Hubble de 66,3 ± 4,6 Mpc (∼216 millions d'al). NGC 6030 a été découverte par l'astronome français Édouard Stephan en 1884.
À ce jour, une mesure non basée sur le décalage vers le rouge (redshift) donne une distance d'environ 57,800 Mpc (∼189 millions d'al). Cette valeur est tout juste à l'extérieur des valeurs de la distance de Hubble.

## Groupe de NGC 6052
Selon A. M. Garcia, NGC 6030 fait partie du groupe de NGC 6052. Ce groupe comprend au moins 13 membres. Les autres galaxies du groupe sont NGC 5975, NGC 6008, NGC 6020, NGC 6032, NGC 6052, NGC 6060, NGC 6073, IC 1132, CGCG 137-37, UGC 10127, UGC 10197 et UGC 10211.
NGC 6030 ainsi que le groupe de NGC 6052 font partie du superamas d'Hercule.